# ريتشارد يي
ريتشارد يي (بالتاغالوغية: Richard Yee)‏ مواليد 29 يونيو 1977 في تحفة قديمة، هو لاعب كرة سلة فلبيني. بدأ مسيرته الاحترافية في سنة 1999. يلعب في الرابطة الفلبينية لكرة السلة. يحمل الرقم 55. لعب مع ستار هوتشوتز وباراكو بول إنرجي.